# U 212
U 212 war ein deutsches U-Boot vom Typ VII C, das im Zweiten Weltkrieg von der deutschen Kriegsmarine eingesetzt wurde.

## Technische Daten
Der Auftrag für das Boot wurde am 16. Oktober 1939 an die Werft Germaniawerft, Kiel vergeben. Die Kiellegung erfolgte am 17. Mai 1941, der Stapellauf am 11. März 1942. Die Indienststellung unter Kapitänleutnant Helmut Vogler fand schließlich am 25. April 1942 statt.

## Geschichte
Das U-Boot gehörte nach seiner Indienststellung am 25. April 1942  bis zum 1. Oktober 1942 zur 8. U-Flottille, bis zum 1. Juni 1943 zur 11. U-Flottille, bis zum 1. November 1943 zur 13. U-Flottille und bis zum 21. Juli 1944 zur 3. U-Flottille.
Die ersten sechs Einsätze waren von geringem Interesse, sie befuhr die Gewässer um Island, Grönland, der Bäreninsel und Jan Mayen. Zu dieser Zeit war sie in Narvik und Hammerfest stationiert. Im siebten Einsatz versenkte es die Majakovski (Sowjetunion) durch eine Mine. 

## Verbleib
U 212 wurde im 15. Einsatz am 21. Juli 1944 bei Brighton im Ärmelkanal mittels Wasserbombe von der HMS Curzon und der HMS Ekins versenkt.